# Rodingite
Le rodingiti sono rocce metasomatiche a silicati di calcio; sono rocce a grana fine, di colore grigio, roseo o verdolino, non foliate, generate da una reazione chimica tra le serpentiniti e altre rocce metamorfiche a contatto con esse.

## Etimologia
Il nome rodingite venne usato per la prima volta nel 1911 per descrivere dei gabbri alterati affioranti nella zona del Roding river, vicino alle Dun Mountains in Nuova Zelanda.

## Genesi e composizione delle rodingiti
Nelle Alpi e in altre catene meso-cenozoiche di collisione il metamorfismo ha trasformato le peridotiti del mantello oceanico in serpentiniti, un processo che ha comportato essenzialmente l'idratazione (introduzione di ioni OH- nel reticolo cristallino dei minerali) dell'olivina, principale minerale delle peridotiti, e del pirosseno (enstatite, augite), entrambi silicati anidri di magnesio e ferro, con in più il calcio nel pirosseno. Questi due minerali si trasformano, in condizioni di temperatura inferiore a 500 °C, nel minerale serpentino, silicato idrato di magnesio, mentre il ferro va a formare l'ossido magnetite. Il calcio, invece, non entra in nessuno dei nuovi minerali. Poiché il processo di serpentinizzazione comporta un aumento di volume della roccia (il serpentino è meno denso dell'olivina e dell'ortopirosseno), questa si frattura e il calcio in soluzione può migrare ai bordi della massa serpentinitica andando a interferire con il normale processo metamorfico delle rocce a contatto, i cui silicati, per una fascia di larghezza variabile da pochi cm a 1 m (raramente 3–4 m), si arricchiscono di calcio formando tipiche associazioni mineralogiche i cui principali costituenti, in proporzioni molto variabili, sono idrogranato (minerale caratterizzante), grossularia, diopside, clinocloro, vesuviana, clinozoisite, e prehnite. Altri minerali che possono essere presenti sono tremolite-attinolite (nei derivati da rocce ignee femiche), wollastonite, xonotlite, titanite, humite e clinohumite. Le rodingiti derivate da rocce siliciche, come arenarie e granitoidi, possono contenere un nucleo secondario o una fascia lontana dal contatto con le serpentine arricchita in feldspato. Clorite e nefrite si possono formare al contatto tra serpentinite e rodingite.
I filoni gabbrici e diabasici discordanti e i gabbri interstratificati nelle originarie peridotiti sono le rocce più frequentemente "rodingitizzate", ma le rodingiti si formano anche al contatto, sempre di natura tettonica, tra le serpentiniti e altre rocce metamorfiche, di varia composizione, in cui sono incassate (la composizione di queste ultime non influisce sul processo di rodingitizzazione).

## Deformazione delle rodingiti
Le rodingiti sono in genere rocce molto più dure delle rocce metamorfiche incassanti: mentre le seconde hanno risposto alle sollecitazione tettoniche alpine deformandosi per piegamento, esse sono state prima stirate e poi spezzate in frammenti di forma lenticolare, separati uno dall'altro, chiamati «boudins». Per questo motivo, pur avendo questi orli di reazione in origine un'estensione in lunghezza molto maggiore, raramente oggi appaiono in affioramenti più lunghi di qualche metro.

## Distribuzione e uso
In Italia:
Le rodingiti sono diffuse nei complessi ofiolitici in tutte le Alpi occidentali e nell'Appennino ligure, ma le località famose in tutto il mondo per le druse dai perfetti cristalli sono quelle ubicate nella Val d'Ala, la centrale delle tre valli di Lanzo (Piemonte). Località come Testa Ciarva, Roc Neir, la Courbassera, tanto per citarne alcune, hanno fornito ai musei di mezzo mondo campioni di straordinaria bellezza.